# Vladimír Pešek
Vladimír Pešek (* 11. listopadu 1926) byl český a československý politik Komunistické strany Československa a poslanec Sněmovny lidu Federálního shromáždění za normalizace.

## Biografie
K roku 1981 se profesně uvádí jako vedoucí tajemník okresního výboru KSČ. Funkci vedoucího tajemníka OV KSČ v Havlíčkově Brodě zastával v letech 1970-1984. Jeho nástup do funkce souvisel s normalizačními výměnami kádrů, v jejichž rámci byl z postu vedoucího okresního tajemníka strany vytlačen Jan Slavíček, spjatý s reformním obdobím pražského jara.
Ve volbách roku 1981 zasedl do Sněmovny lidu (volební obvod č. 70 - Havlíčkův Brod, Východočeský kraj). Ve Federálním shromáždění setrval do konce funkčního období, tedy do voleb roku 1986.
V září 1986 mu byl propůjčen Řád Vítězného února.